# Cribragapanthia scutellata
Cribragapanthia scutellata là một loài bọ cánh cứng trong họ Cerambycidae.